# Navadurga
Navadurga (en sànscrit:नवदुर्गा, navadurgā, "nou Durga") és la manifestació de la deessa Durga en nou formes diferents.
Aquestes nou formes són:
- Brahmachāriṇī (la cèlibe)
- Chandraghaṇṭā (campana lunar)
- Kālarātrī (nit fosca)

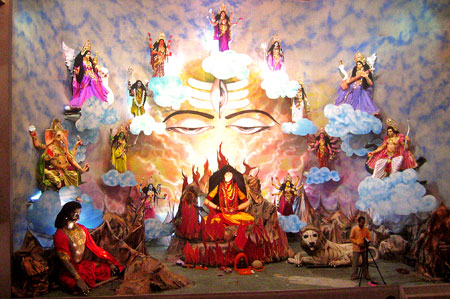
Navadurga adorades a Benarés.

- Kātyāyanī (descendent de Kātyāyana i aquest descendent del savi Kati, fill de Vishuá Mitra)
- Kuṣmāṇḍā (‘carbassa’)
- Mahāgaurī (gran daurada)
- Śailaputrī (filla de les muntanyes Shaila, els Himalayas).
- Siddhi Dātrī (donadora de perfecció)
- Skanda Mātā (mare de Skanda).[1]

Les deesses Navadurga s'adoren juntes a la tardor, durant el festival Navaratri (‘nou nits'), un període de festivitats d'acord amb el calendari hindú.

## Formes de manifestació
Durga, la deessa mare dels hindús i una forma de Deví i Shakti, es creu que es manifesta de diverses formes.
Navadurga seria l'aspecte més sagrat de la deessa.
D'acord amb la tradició hinduista, hi ha tres formes en què Durga es manifesta: Mahasaraswati, Mahalakshmi i Mahakali, que són energies actives (shakti) dels déus Brama, Vixnú i Xiva respectivament (sense els seus consorts, aquests déus perdrien tot poder i no podrien ni tan sols aixecar un dit).
Aquestes tres formes de Durga es manifesten en dues formes cadascuna, i així sorgeixen les nou encarnacions, que col·lectivament reben el nom de Navadurga (que significa Nou deesses Durga).
A Índia, Navadurga és la kula devata (‘deïtat familiar’) de molts GSB (Gauda Saraswata Bráhmanas), en els estats indis de Goa i Majarashtra.
Hi ha molts temples de les Navadurga en Goa, tals com:
- Madkiam
- Kundaim
- Pale
- Poingueinim
- Borim
- Adkolna (Siddheshwar)
- Surla
- Redi
- Vengurla